# Hemixantha granulata
Hemixantha granulata är en tvåvingeart som beskrevs av Friedrich Georg Hendel 1911. Hemixantha granulata ingår i släktet Hemixantha och familjen Richardiidae.
Artens utbredningsområde är Peru. Inga underarter finns listade i Catalogue of Life.